# Howard W. Hunter
Howard William Hunter, född 14 november 1907 i Boise, Idaho, död 3 mars 1995 i Salt Lake City, Utah, är den person som tjänstgjort kortast tid som president för Jesu Kristi Kyrka av Sista Dagars Heliga, från juni 1994 till sin död i mars 1995. Han var den första av kyrkans presidenter som var född på 1900-talet. 
Hunter var som ung intresserad av musik och scouting och utnämndes till Eagle Scout. Han döptes till medlem i kyrkan vid tolv års ålder 1920. I sin ungdom var han ledare för bandet Hunter's Croonaders som spelade i Boise och på kryssningsfartyg. 1928 flyttade han till Los Angeles och efter en rad olika jobb fick han anställning på en bank. 1931 gifte han sig med Clara Mae Jeffers. De fick tre barn, varav ett dog. I och med bankkrisen och den stora depressionen blev han av med sitt jobb på banken och arbetade ett tag med sin svärfar innan han började studera juridik. 1940 öppnade han sin egen juristfirma och kort därefter blev han även biskop inom kyrkan. Efter att ha flyttat till Arcadia blev han stavspresident (en stav är inom mormonkyrkan en organisatorisk enhet bestående av ett antal församlingar). 1959 blev han utnämnd till apostel av kyrkans president David O. McKay och medlem av de tolv apostlarnas kvorum. 
Hans fru dog 1983 och själv drabbades han av hjärtattack, ryggsmärtor, magsår och njursvikt. Han led också av sviterna från polio som han drabbats av som barn. 1989 blev han de tolv apostlarnas kvorums president och 1990 gifte han om sig med Iris Stanton. När kyrkans president, Ezra Taft Benson, dog 1994 blev Hunter kyrkans nya president. Han dog nio månader senare av prostatacancer och efterträddes av Gordon B. Hinckley. Under sin tid som president invigde han två nya tempel.